# Yuri Prokhorov
Pour les articles homonymes, voir Prokhorov.
Ne doit pas être confondu avec Iouri Prokhorov.
Yuri Prokhorov (russe : Юрий Вадимович Прохоров), né le 11 novembre 1991 à Dmitrov, est un lugeur russe en activité spécialiste du double.

## Palmarès
- Championnats du monde de luge
  - 2019 : Double avec Vladislav Yuzhakov : 1re en 2019 en équipe, 7e en double, 11e en double sprint.